# 中村昂然
中村 昂然（なかむら こうぜん、生没年不詳）は、江戸時代中期の小説家。『通俗続三国志』及び『通俗唐玄宗軍談』を著した。

## 事績
元禄16年（1703年）4月に刊行された馬場信武の『初学擲銭抄』の序が、元禄15年（1702年）11月の日付で「仲村昂然」名で記されている。『通俗続三国志』を著し、校定は尾田玄古（馬場信武）が行い、宝永元年（1704年）4月9日に刊行される。『通俗唐玄宗軍談』を著し、校定は林九成（林義端）が行い、宝永2年（1705年）孟春（1月）に刊行される。

## 著作
- 宝永元年（1704年）：『通俗続三国志』
- 宝永2年（1705年）：『通俗唐玄宗軍談』

### 『通俗続三国志』
明代の中国において刊行された『三国志後伝』を原作として、漢文で翻訳（翻案）した作品。詳細は三国志後伝 § 通俗続三国志・通俗続後三国志を参照。

### 『通俗唐玄宗軍談』
唐代の歴史を初期から紹介し、武則天が太宗の寵愛を集めてから、高宗の後宮に入って皇后となり、高宗の崩御後に武氏の乱が起きることを始めとして、玄宗の事績を語り、玄宗が楊貴妃への寵愛に溺れて安禄山の乱を招いたことを中心に、粛宗の崩御後、代宗の世になるまでを題材として描いた「通俗軍談」のジャンルの一作である。
宝永元年（1704年）11月に村田通信が序を記している。
原作となる中国小説は存在せず、『資治通鑑』、『資治通鑑綱目』、『新唐書』、『長恨歌』、『長恨歌伝』、『楊太真外伝』、『太平広記』、『開元天宝遺事』、『安禄山事績』、『梅妃伝』等の漢籍を典拠に用いている。『資治通鑑』の文章を引用して翻訳しながら物語化を行い、漢籍を組み合わせて読者に配慮を行っており、多かれ少なかれ作者である昂然自身の創作を加えている。
また、「楊貴妃本為仙女」のように貴妃が前世において仙女であることを知ることや、玄宗が高力士に命じて李白の靴を脱がせるなど、漢籍に典拠が見当たらない独自の創作も行われている。
序文によると、昂然は同書を通して、一般の人々に「正直仁恕」を教えようとしたとされる。

## 関連出版
- 武田とし『絵本通俗続三国誌』 - 国立国会図書館デジタルコレクション、1886年（中村昂然の『通俗続三国志』に挿絵を付けて刊行したもの）
- 中村昂・毛利貞斎撰『通俗二十一史 第6巻 通俗続三国志 通俗戦国策』 - 国立国会図書館デジタルコレクション、早稲田大学出版部、1911年（『通俗続三国志』が中村昂然の翻訳部分にあたる）
- 夢梅軒章峰・中村昂然撰『通俗二十一史 第9巻 通俗唐太宗軍鑑 通俗唐玄宗軍談』早稲田大学出版部、1912年（『通俗唐玄宗軍談』が中村昂然の著した作品）
- 『物語支那史大系 第6巻 通俗続三国志』早稲田大学出版部、1929年
- 『物語支那史大系 第9巻 唐太宗軍鑑 唐玄宗軍談』早稲田大学出版部、1929年
- 馬場信武『断易指南鈔』1895年（『初学擲銭抄』を再発行したもの）

## 関連論文
- 長友千代治『近世における通俗軍書の流行と馬場信武、馬場信意』1976、愛知県立大学説林 (25)所収
- 徳田武『「新刻続編三国誌後伝」と「通俗続三国志」』1987年
- 熊慧蘇『「通俗唐玄宗軍談」の翻訳の方法-その典拠と翻案の様相-』2000年
- 熊慧蘇『「通俗唐玄宗軍談」における李白の位置付け』2000年
- 熊慧蘇『「採之於唐書、質之於通鑑」考-『通俗唐玄宗軍談』の原本について』2002年